# Butch Thompson

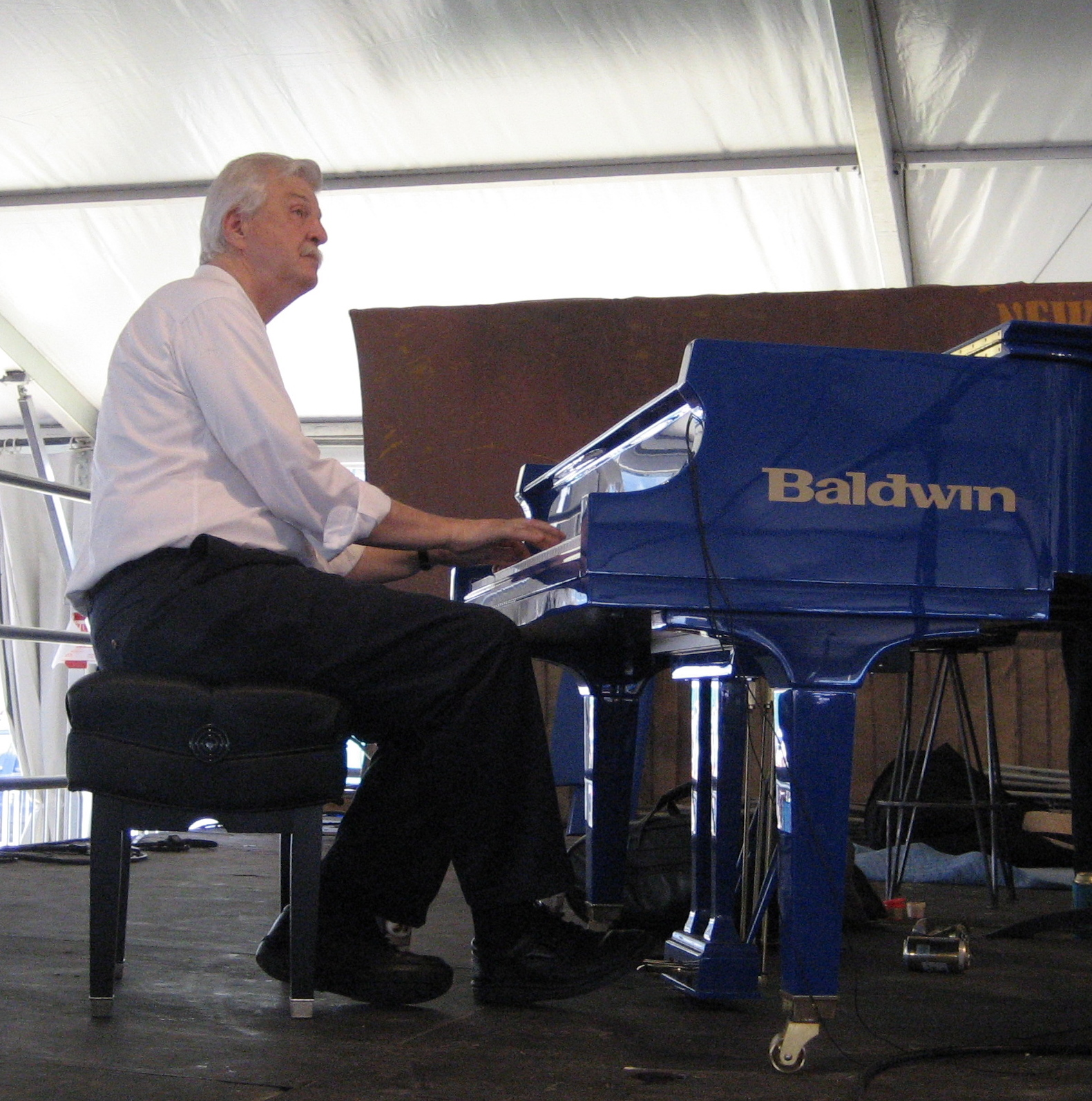
Butch Thompson bei seinem Auftritt beim New Orleans Jazz & Heritage Festival 2007 mit Clive Wilsons New Orleans Serenaders

Butch Thompson (eigentlich Richard Enos Thompson, * 28. November 1943 in Marine on St. Croix, Washington County, Minnesota; † 14. August 2022) war ein US-amerikanischer Jazzmusiker (Piano, Klarinette) des Dixieland.

## Leben und Wirken
Butch Thompson nahm als Schüler an einem Talentwettbewerb der Stillwater Junior High teil. Als er zwölf Jahre alt war, erlebte er Louis Armstrongs Auftritt in Minneapolis im Northrop Auditorium, was seine frühe Neigung zum Jazz beflügelte. Thompson spielte zunächst Klarinette, bevor er sich später dem Stride Piano zuwandte. Nachdem er zunächst in seiner Heimatregion gespielt hatte, zog er in die Metropolregion Minneapolis–Saint Paul und trat 1962 der New Orleans Jazz Band der Brüder Stan und Russ Hall bei; die Gruppe trat mehr als 20 Jahre im Mendota Emporium auf. Mit der Hall Brothers Jazz Band und Kid Thomas Valentine entstanden 1964 auch erste Aufnahmen. Thompson nahm ab den 1960er-Jahren zahlreiche Alben unter eigenem Namen für Label wie Lake, Jazzology, GHB, Daring oder Stomp Off Records auf und leitete auch ein Trio, das 1974 ein zwölf Jahre währendes Engagement in Garrison Keillors Rundfunksendung „A Prairie Home Companion“ begann. Aufnahmen entstanden seit den 1960er-Jahren auch mit Don Ewell, Emanuel Paul, Bobby Hackett, der Upper Mississippi Jazz Band, Ken Colyer, Benny Waters und Doc Houlind. Mit Alvin Alcorn and The Fondy Riverside Band (u. a. mit Sammy Rimington) gastierte er 1976 in Belgien.
In den 1980er-Jahren tourte Thompson mehrfach mit seiner King Oliver Centennial Band in Europa. Des Weiteren spielte er mit der New Black Eagle Jazz Band, Hal Smith’s Rhythmakers, Louis Nelson’s New Orleans All Stars, Tony Pringle’s New Orleans Stompers, Lars Edegran’s New Orleans Jazz Band, Ernie Carson and the Goose Hollow Gang, Doc Cheatham, Wendell Brunious und zuletzt mit The New Orleans Serenaders. Im Bereich des Jazz war er laut Tom Lord zwischen 1972 und 2007 an 111 Aufnahmesessions beteiligt.
Laut Scott Yanow (Allmusic) gilt Butch Thompson als einer der besten Traditional-Jazz-Pianisten der letzten 30 Jahre. Das Spektrum seines Klavierspiels reichte von Jelly Roll Morton und James P. Johnson bis hin zum Swing; er war auch ein ausgezeichneter (wenn auch gelegentlicher) Klarinettist im New-Orleans-Stil.